# Okręg wyborczy Darwen
Okręg wyborczy Darwen powstał w 1885 r. i wysyłał do brytyjskiej Izby Gmin jednego deputowanego. Okręg obejmował miasto Darwen w hrabstwie Lancashire. Został zlikwidowany w 1983 r.

## Deputowani do brytyjskiej Izby Gmin z okręgu Darwen
- 1885–1892: James Gascoyne-Cecil, wicehrabia Cranborne, Partia Konserwatywna
- 1892–1895: Charles Philip Huntingdon, Partia Liberalna
- 1895–1910: John Rutherford, Partia Konserwatywna
- 1910–1910: Frederick George Hindle, Partia Liberalna
- 1910–1922: John Rutherford, Partia Konserwatywna
- 1922–1923: Frank Sanderson, Partia Konserwatywna
- 1923–1924: Frederick Hindle, Partia Liberalna
- 1924–1929: Frank Sanderson, Partia Konserwatywna
- 1929–1935: Herbert Samuel, Partia Liberalna
- 1935–1943: Stuart Russell, Partia Konserwatywna
- 1943–1951: Stanley Prescott, Partia Konserwatywna
- 1951–1983: Charles Fletcher-Cooke, Partia Konserwatywna